# Сан Салвадор
Сан Салвадор (на испански: San Salvador) е столица и най-голям град на централноамериканската държава Салвадор. Градът е с население от 2 442 017 жители (2011 г.) и обща площ 72,5 km². Разположен е в югозападната част на страната, на Панамериканското шосе, в долината на река Амакас, в подножието на вулкана Сан Салвадор, на височина около 600 m.

## История
Градът е основан от испанските завоеватели през април 1525 г. по заповед на Педро де Алварадо на мястото на завладяната от конкистадорите индианска столица Кускатлан, в съвременния Сиудад Виехо; по-късно центърът на града два пъти се премества на други места. Названието на града се превежда като „Свети Спасител“. След провъзгласяването на независимостта на Салвадор (1821 г.) градът става негова столица. Градът претърпява голям прираст на населението през 20 век: през 1900 г. в него са живели 138 х. ж., през 1950 – 296 х., а през 1990 – над 1,5 милиона.
През своята история Сан Салвадор няколко пъти е сериозно разрушаван от силни земетресения – през 1798, 1854, 1873, 1965, 1987 години. Съгласно статистическите данни, в днешно време в Сан Салвадор нивата на престъпност и замърсяване са крайно високи.

## Известни личности
Родени в Сан Салвадор
- Наиб Букеле (р. 1981), политик